# Fràgils
Fràgils  (títol original en castellà: Frágiles) és una pel·lícula de terror espanyola dirigida per Jaume Balagueró, coescrita amb Jordi Galcerán, posada en escena de Calista Flockhart, Richard Roxburgh, Elena Anaya i Gemma Jones. Distribuïda per Filmax, el film és seleccionat l'11 d'octubre de 2005 al Festival Internacional de Cinema Fantàstic de Catalunya, a continuació a sales el 14 d'octubre de 2005 a Espanya. Ha estat doblada al català.
Aquest llargmetratge va ser presentat el 28 de gener de 2006 al Festival internacional de cinema fantàstic de Gérardmer, però no va ser projectat a cap sala; d'altra banda, va ser difós el 14 d'abril de 2006 a la televisió abans de ser distribuït en DVD per StudioCanal el 12 de juny de 2006.

## Argument
Infermera estatunidenca de dolorós passat, Amy Nicholls és destinada a l'hospital per a nens Mercy Falls, a l'illa de Wight, que està a punt de tancar per causes d'insalubritat. Però mentre es prepara la sortida dels pacients i del cos mèdic, tenen lloc estranys incidents, les primeres víctimes dels quals són els nens. Ràpidament, Amy s'adona de l'existència d'una presència paranormal al misteriós edifici. Fa amistat amb Maggie, una noia tancada en ella mateixa i a punt de morir a causa de la seva malaltia, que diu conèixer una certa Charlotte amb qui comunica per cubs. Segons els propòsits de Maggie, Charlotte és "mecànica" i viu sola al segon pis de l'hospital, no obstant això convicta des de 1959…

## Repartiment
- Calista Flockhart: Amy Nicholls
- Richard Roxburgh: Robert Marcus
- Elena Anaya: Helen Perez
- Gemma Jones: Mme Folder
- Yasmin Murphy: Maggie
- Colin McFarlane: Roy
- Michael Pennington: Marcus
- Daniel Ortiz: Matt
- Susie Trayling: Susan
- Lloyd F. Booth Shankley: Simon
- Michael Gatward: David
- Scarlet Carey: Emma
- Cameron Antrobus: Jimmy
- Olivia Bjork: Linda
- Fergus Riordan: Richard

## Producció

### Càsting
El director havia pensat en l'actriu americana Calista Flockhart per al paper d'Amy Nicholls, perquè és molt coneguda gràcies a Ally McBeal, però com a actriu còmica. Però abans de la sèrie, era una actriu dramàtica molt reconeguda al teatre. Té aquesta aparença fràgil i al mateix temps, quan la coneixes, saps que és algú molt intens amb un caràcter molt fort. Hi ha aquesta contradicció entre l'aparença i la força, i per a això era perfecta per al paper»
Ivana Baquero fa el paper de Mandy, que pateix una rara malaltia d'osteogènesi imperfecta (o malaltia dels ossos de vidre) que es troba igualment als films El protegit (2000) i Amélie (2001).

### Rodatge
El rodatge va tenir lloc del 31 d'agost al 6 de desembre de 2004 entre Catalunya a Barcelona i l'Illa de Wight a Anglaterra al Regne Unit.

## Premis i nominacions

### Premis
Festival Internacional de Cinema Fantàstic de Catalunya, 2006.
- Millor fotografia
- Millor muntatge

Premi anual de l'Acadèmia Goya, 2006
- Millors efectes especials

Fantastic'Arts, 2006
- Premis del jurat
- Premi del jurat joves
- Premi del públic L'Est Républicain - La Llibertat de l'Est
- Premi 13è Rue

### Nominacions
Festival Internacional de Cinema Fantàstic de Catalunya, 2006.
- Millor director
- Millor música de film

Cinema Writers Circle Awards, 2006.

## Crítica
- Amb un valent i plausible estil depurat que s'apropa als personatges (...) El millor: les seves dues tempestes: l'emocional i la real. (...) Puntuació: ★★★ (sobre 5)."[4]
- "Bon cinema de gènere. (...) es fa sense complexos amb els millors productes de l'altre costat de l'Atlàntic."[5]